# Karl Weindauer
Karl Weindauer (* 1788 in Dresden; † 20. August 1848 in Berlin) war ein deutscher Maler und Lithograf.
Weindauer studierte von 1808 bis 1812 an der Akademie der Künste in Berlin. Anschließend war er als Maler und Lithograf in Berlin tätig. Er beschickte die Ausstellungen der Akademie in den Jahren 1812 und 1822.
Unter dem Titel Leben und Weben in Berlin, herausgegeben von Lithographisches Institut Mauer Straße No.62 zu Berlin 1822, wurden sechs seiner Lithografien veröffentlicht (Neudruck als Jahresausgabe für den Freundeskreis der Staatlichen Kunstbibliothek, Berlin 1929).
- Eine Berliner Milchfuhre
- Berliner Pfirsichverkäuferin
- Berliner optischer Kuckasten
- Berliner Obsthändlerinen

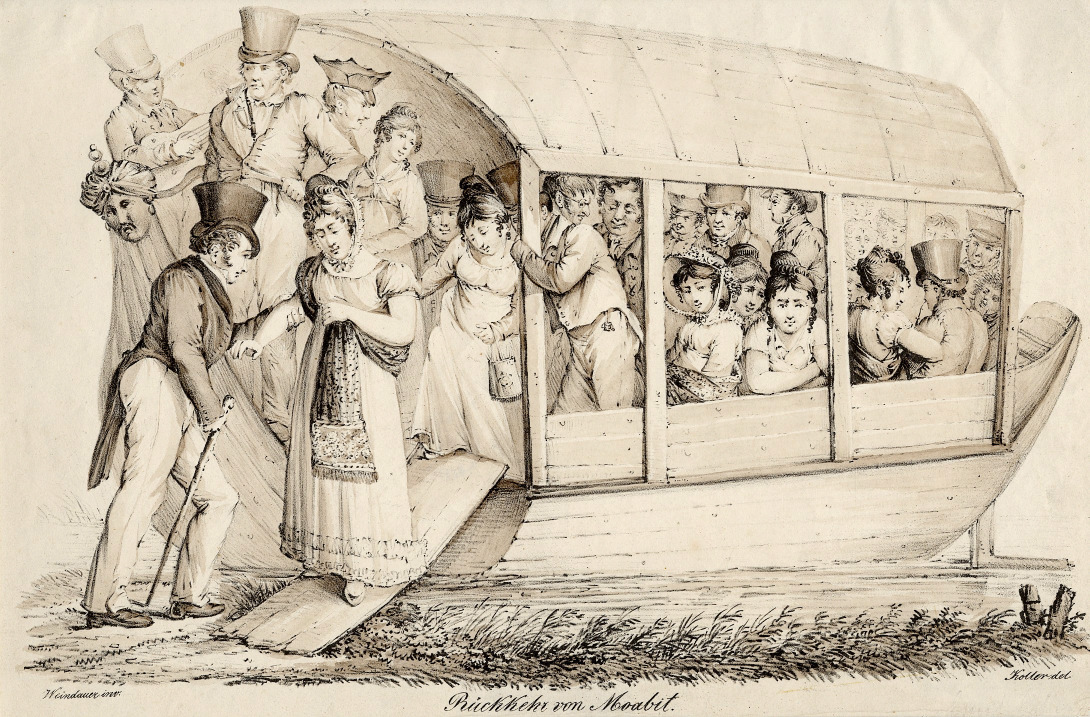
Rückkehr von Moabit, Zeichnung von Karl Weindauer, 1822

- Die besetzte Bank unter den Linden
- Winterlustbarkeiten bei den Zelten im Thiergarten (Zeichner Emil Koller)